# Serra del Reconco
|  | Aquest artícle tracta sobre la serra. Si cerqueu el cim del mateix nom, vegeu «Pic del Reconco» |

La serra del Reconco és una alineació muntanyenca entre les poblacions de Biar (l'Alt Vinalopó) i Onil (l'Alcoià), al País Valencià. Es tracta del sector més oriental de la serra d'Onil i que pren el nom del seu cim més destacat: el pic del Reconco, amb 1.205 metres d'alçada.
La serra s'insereix en el sector prebètic valencià, pren una direcció de sud-oest a nord-est i en aquest sentit s'eleva en les proximitats del nucli de Biar, en l'entorn del Santuari de la Mare de Déu de Gràcia. A l'altra banda del coll de Biar es troba la serra del Flare. El barranc del Pinar de Camús i la seua vall serveix de límit de la serra pel flanc nord, separant-la de la serra de la serra de la Fontanella. Al nord-est és el barranc dels Planets qui fa de límit d'aquest sector.
Al bell mig està el pic del Reconco, però altres altures destacades, sempre per sobre dels 1.000 m d'alçada, són el Cabeço de la Cilla (1.187 m) o la Penya Buitrera (1.169 m). El Reconco forma part del conjunt o massís de la serra d'Onil, com la veïna serra de la Fontanella o la serra de Biscoi, contraforts de la serra Mariola. I esdevé l'element de separació de la vall de Biar al nord i la foia de Castalla al sud.
La serra del Reconco comparteix característiques biogeogràfiques amb el conjunt de Mariola, que li confereixen un alt valor ecològic i li han valgut la declaració d'una microreserva de flora i la inclusió en el LIC del Maigmó i les serres de la Foia de Castalla, de la xarxa Natura 2000 de la Unió Europea.